# Медина-Сидония
О герцогах см. герцоги Медина-Сидония
Меди́на-Сидо́ния (исп. Medina-Sidonia) — город и муниципалитет в Испании, входит в провинцию Кадис, в составе автономного сообщества Андалусия. Муниципалитет находится в составе района (комарки) Ла-Ханда. Занимает площадь 493 км². Население — 11 741 человек (на 2010 год). Расстояние — 46 км до административного центра провинции.

## История
В античности город был известен под латинским названием Asido (Асидония). Считается, что его основали финикияне из Сидона, откуда и название. В 712 году завоёван арабами, которые выстроили в центре города традиционную медину (отсюда вторая часть названия). 
В 844 году город подвергся нападению викингов.
В 1264 году Альфонс X Кастильский отвоевал Сидонию у мавров и превратил в крепость на границе с Гранадским эмиратом.
В 1440 году за доблесть при взятии города Медина-Сидония передана в управление благородному роду Гусманов, которые стали именовать себя герцогами Медина-Сидония. Это старейший герцогский титул в современной Испании. Город сохраняет свой исторический облик. Здесь изобилуют здания XIII—XVI веков, многие из которых строились на средства Гусманов.

## Галерея

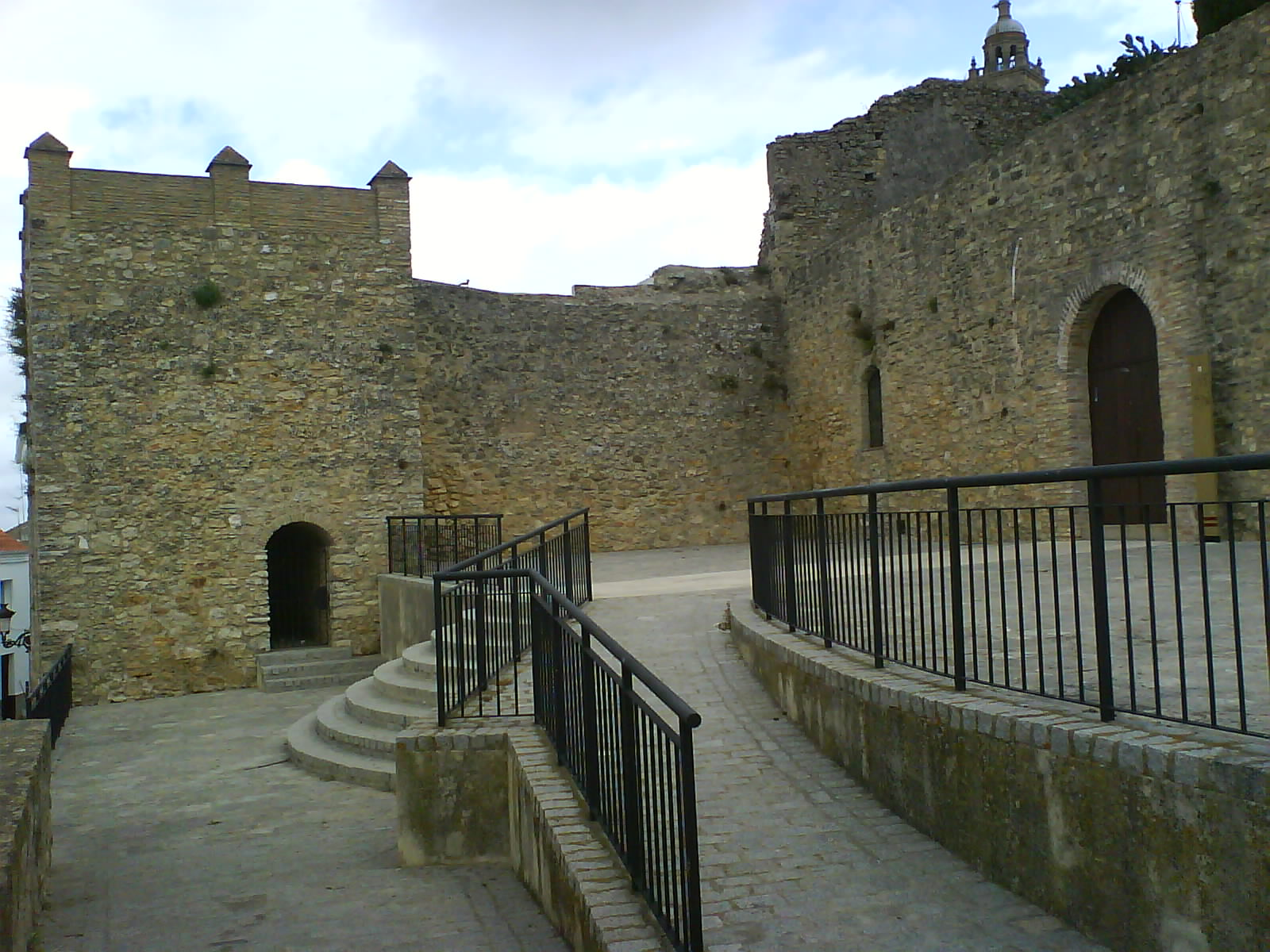
Герцогские конюшни
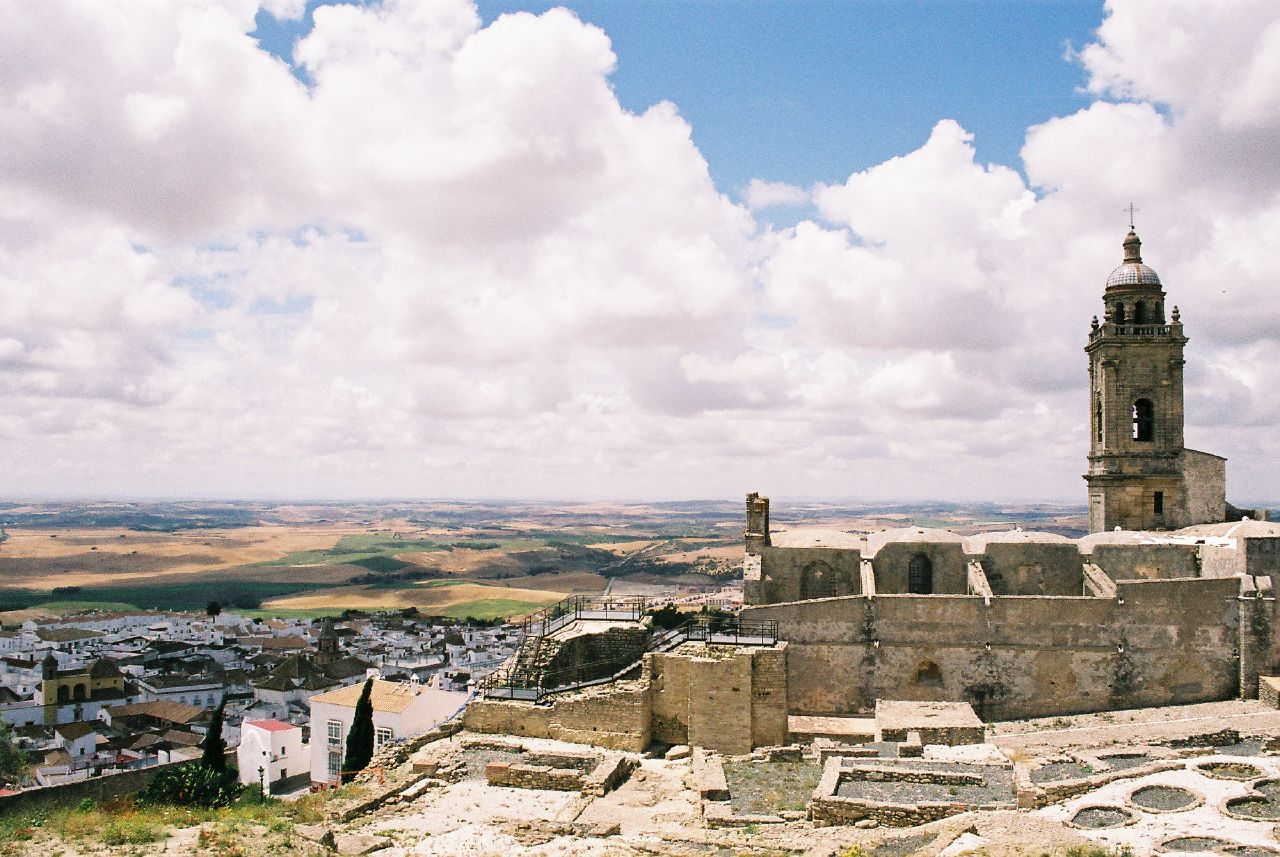
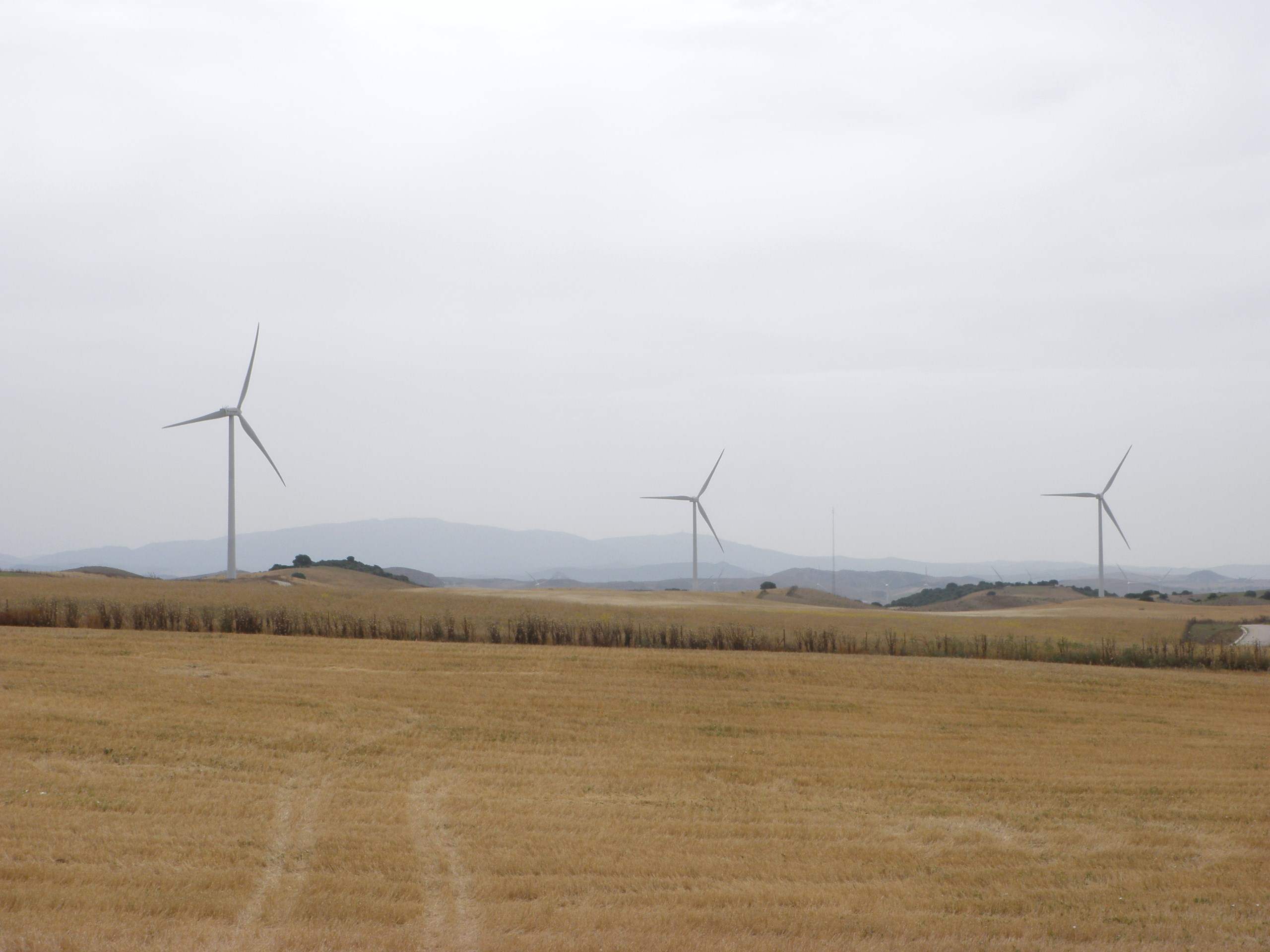
Ветровая ферма
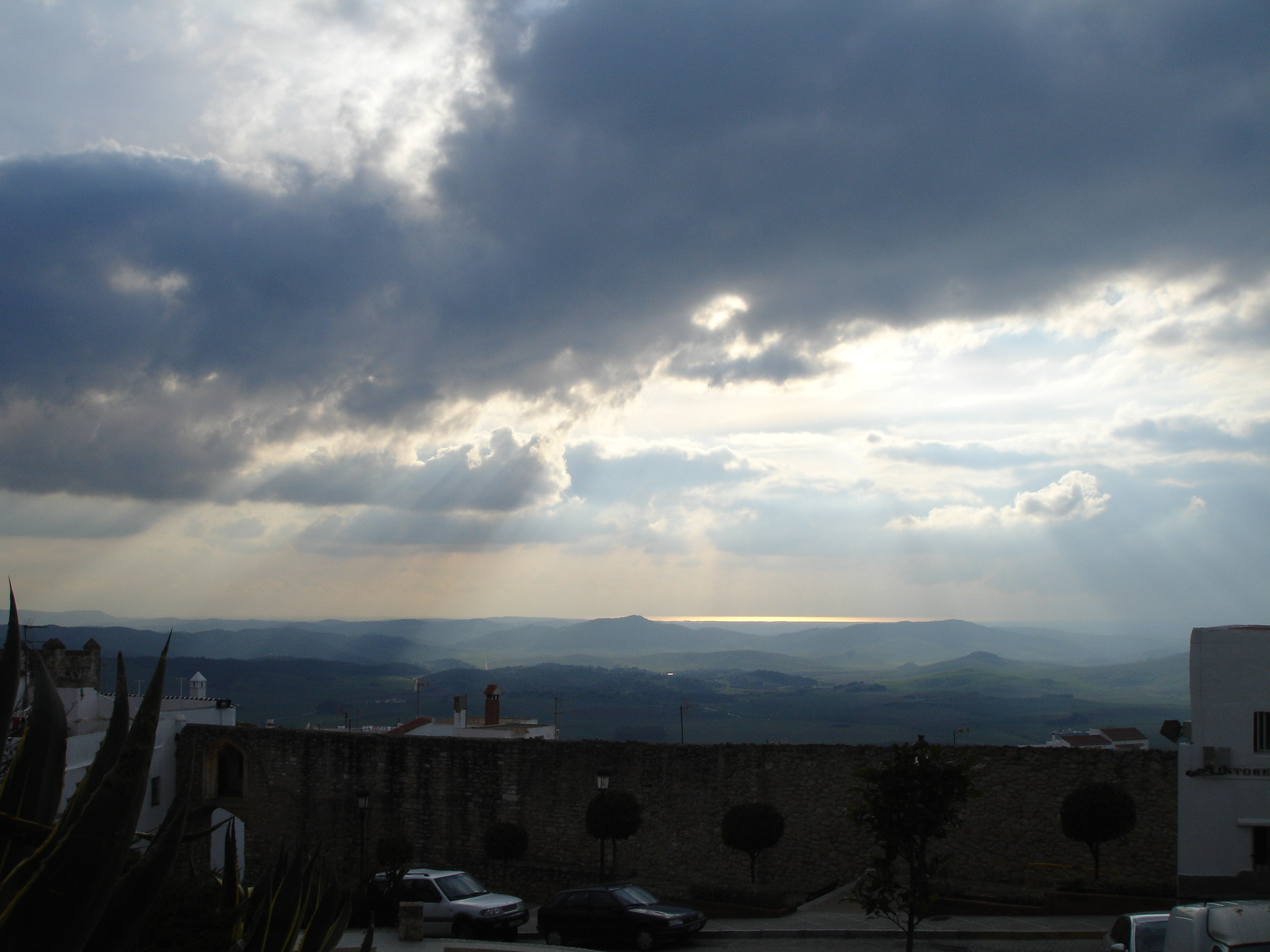
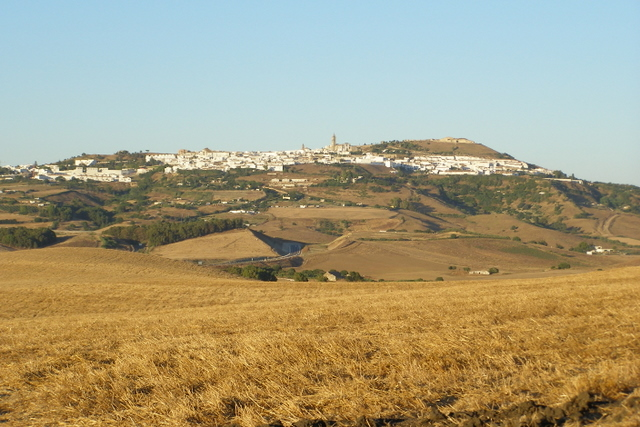
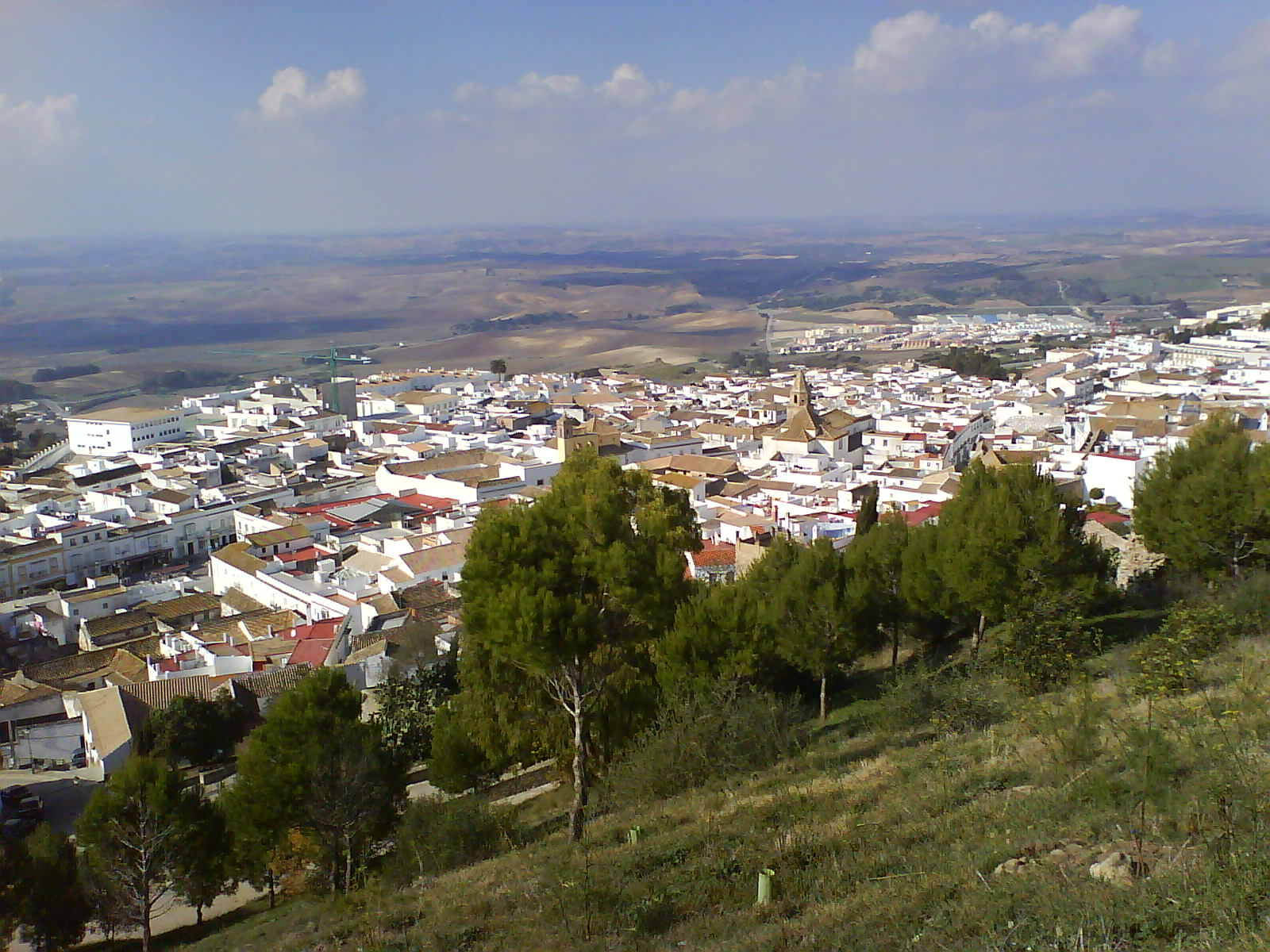
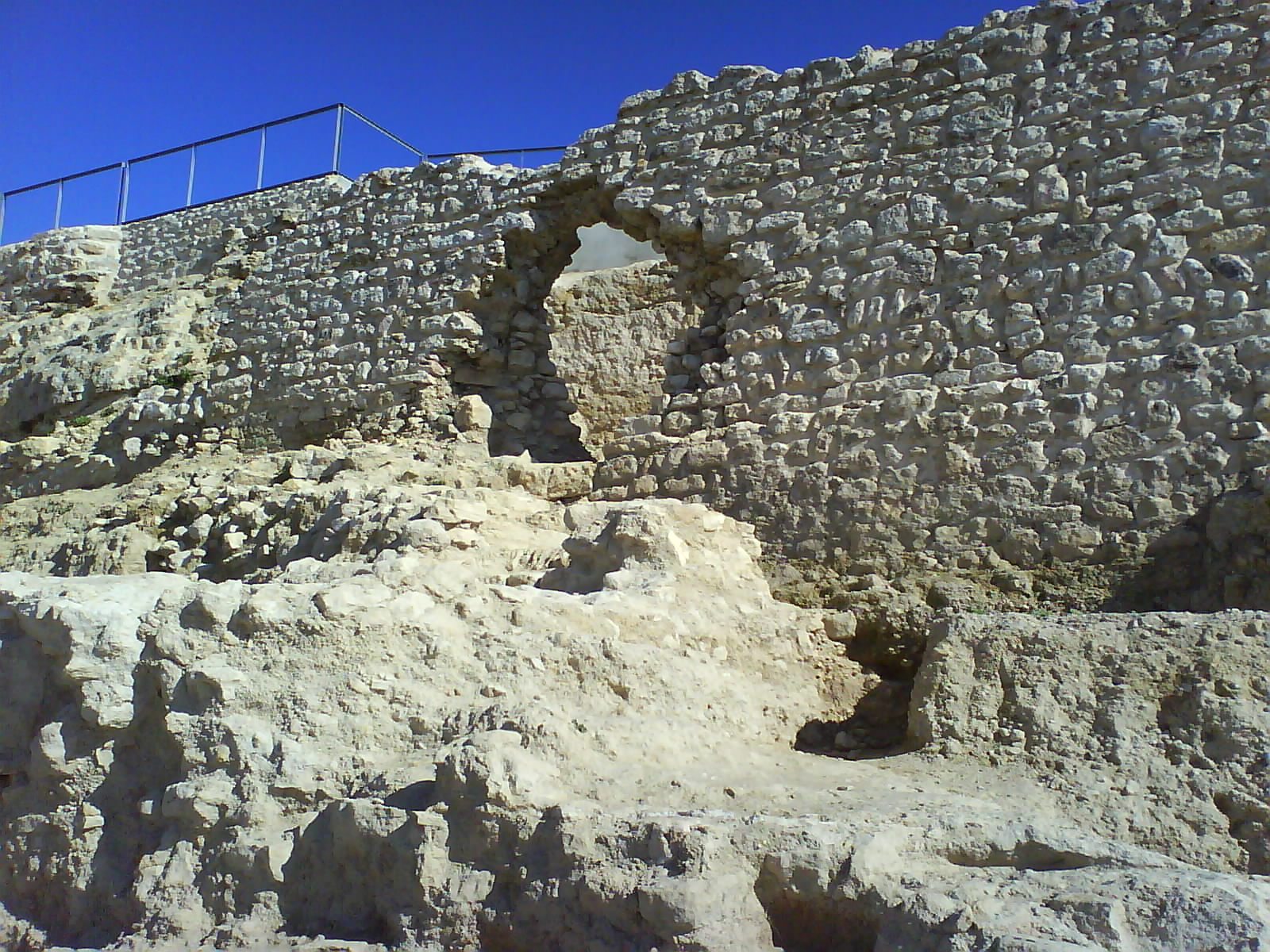
Замок
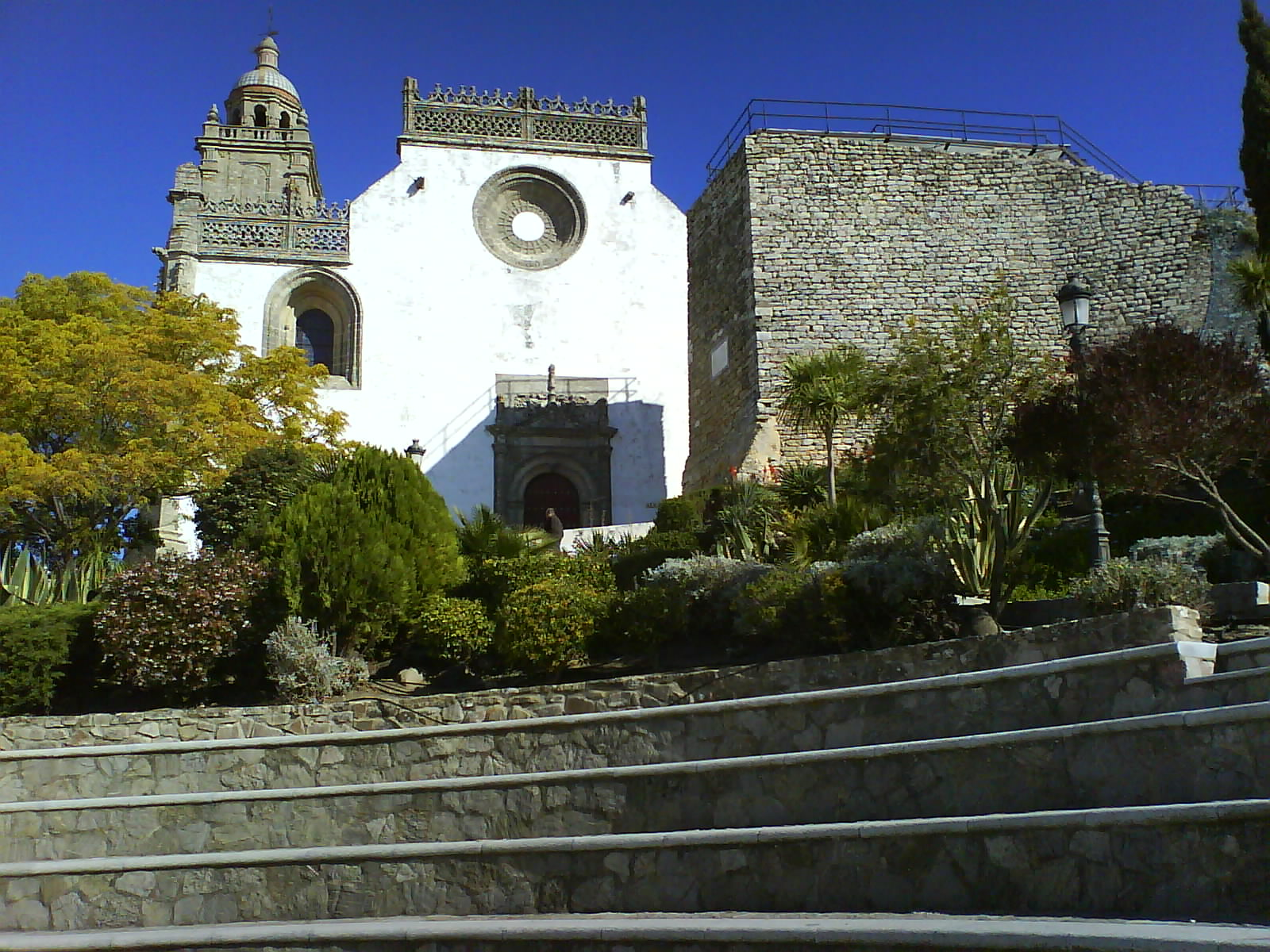
Церковь Санта-Мария-ла-Коронада
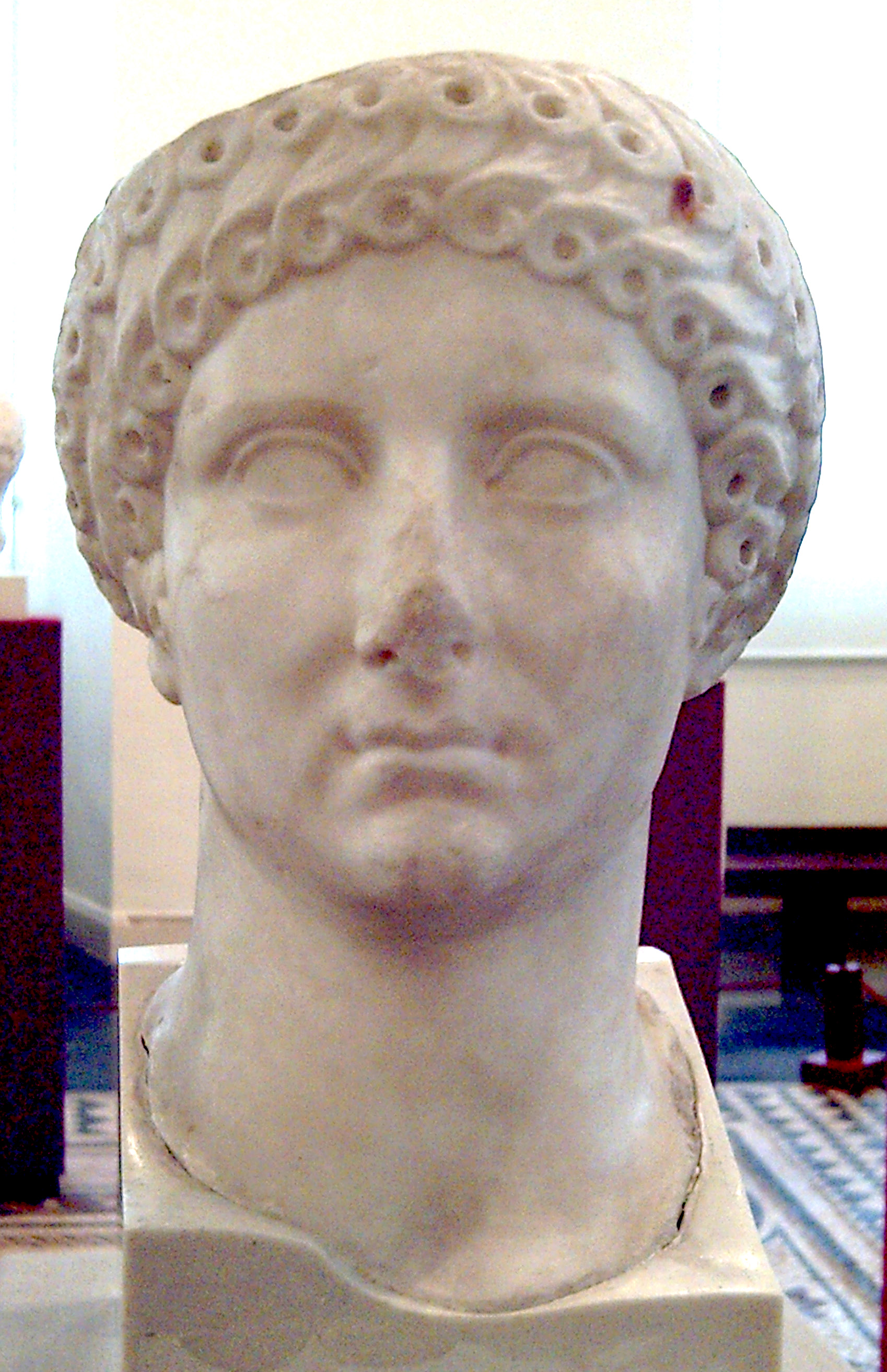
Официальный портрет Агриппины Старшей (14 до н. э. – 33 н. э.), найденный в Медине-Сидонии
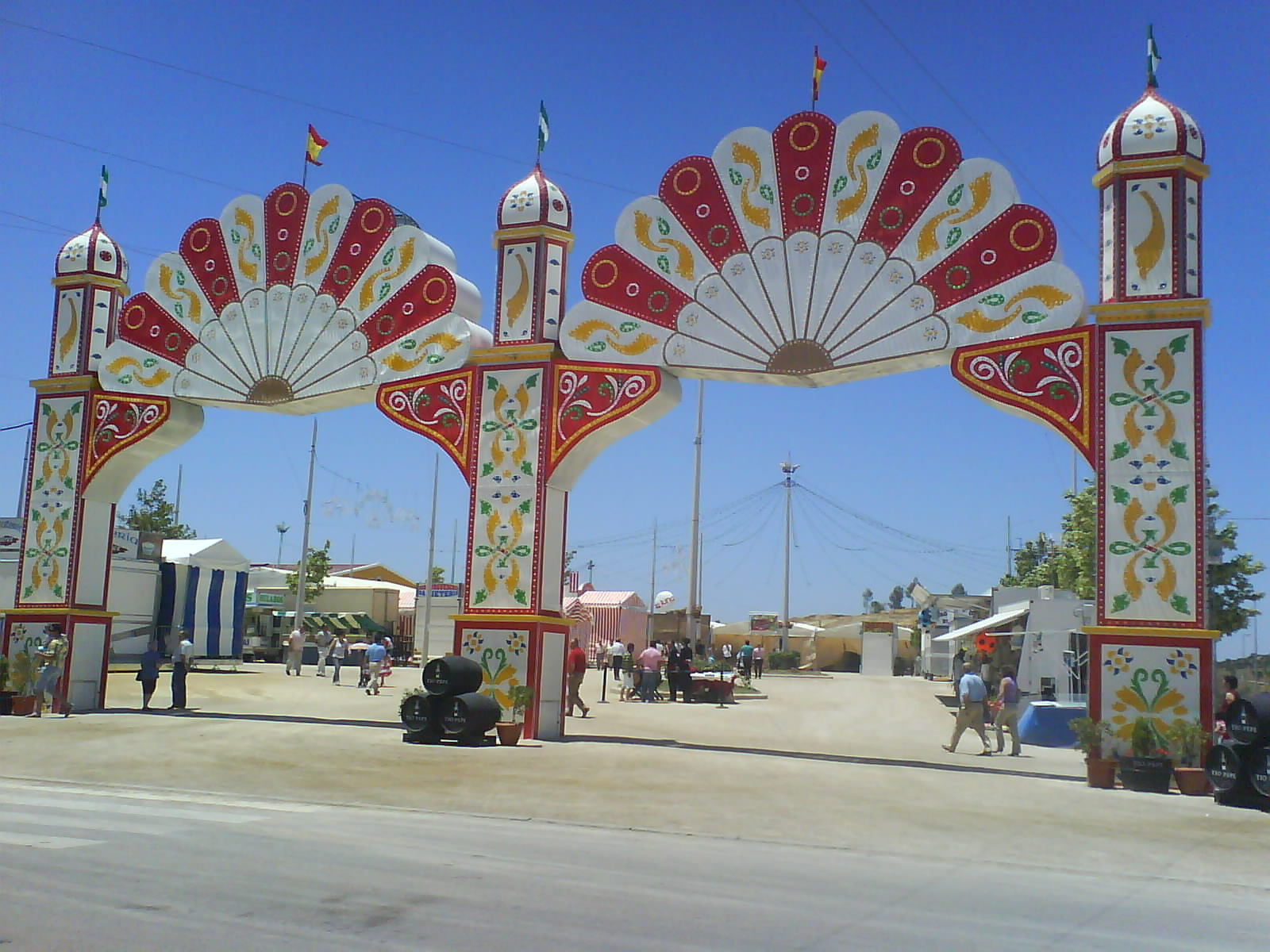
Ярмарка и фестивали Медины-Сидонии 2008
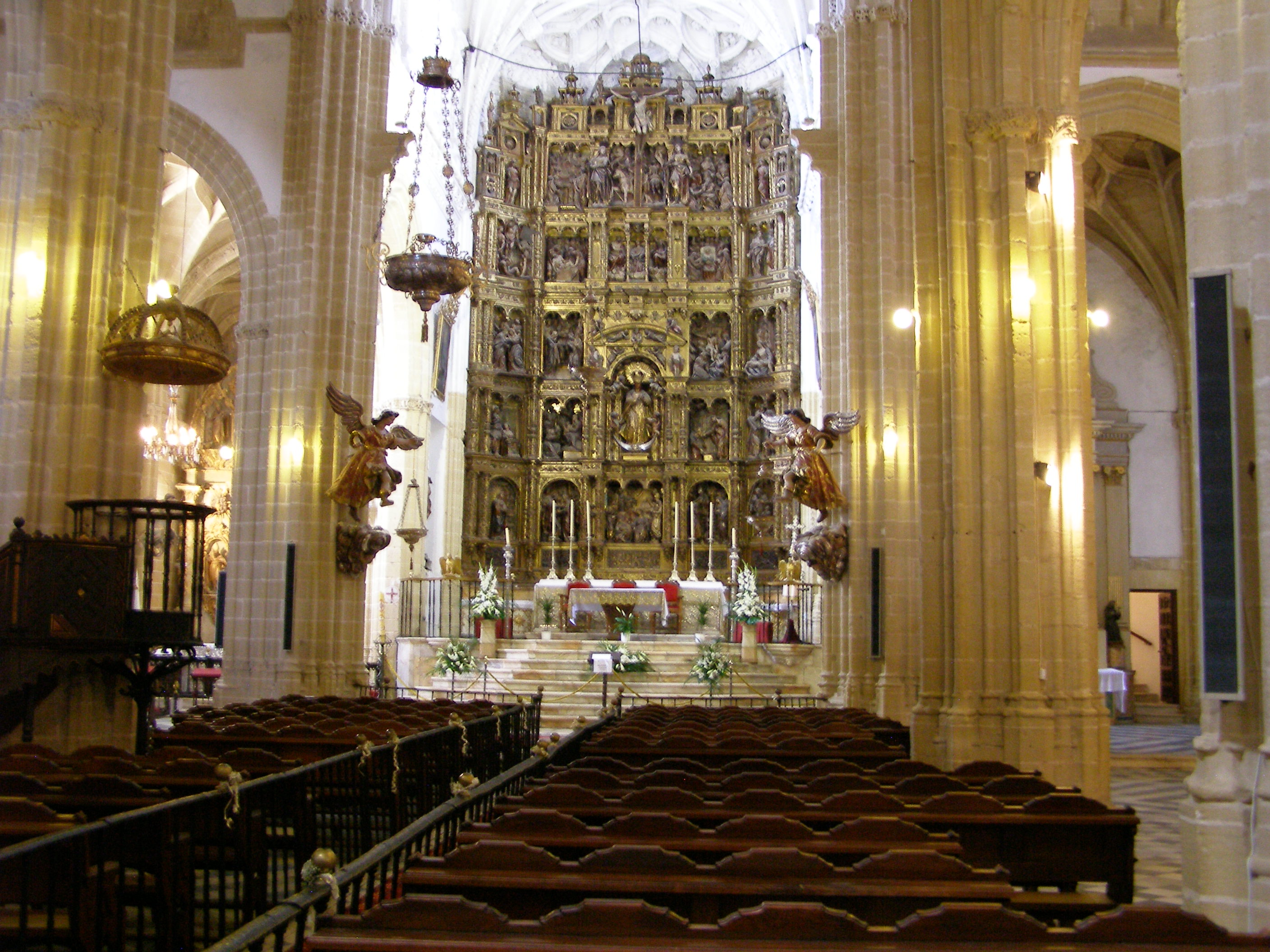
Монастырь Санта-Мария-ла-Коронада
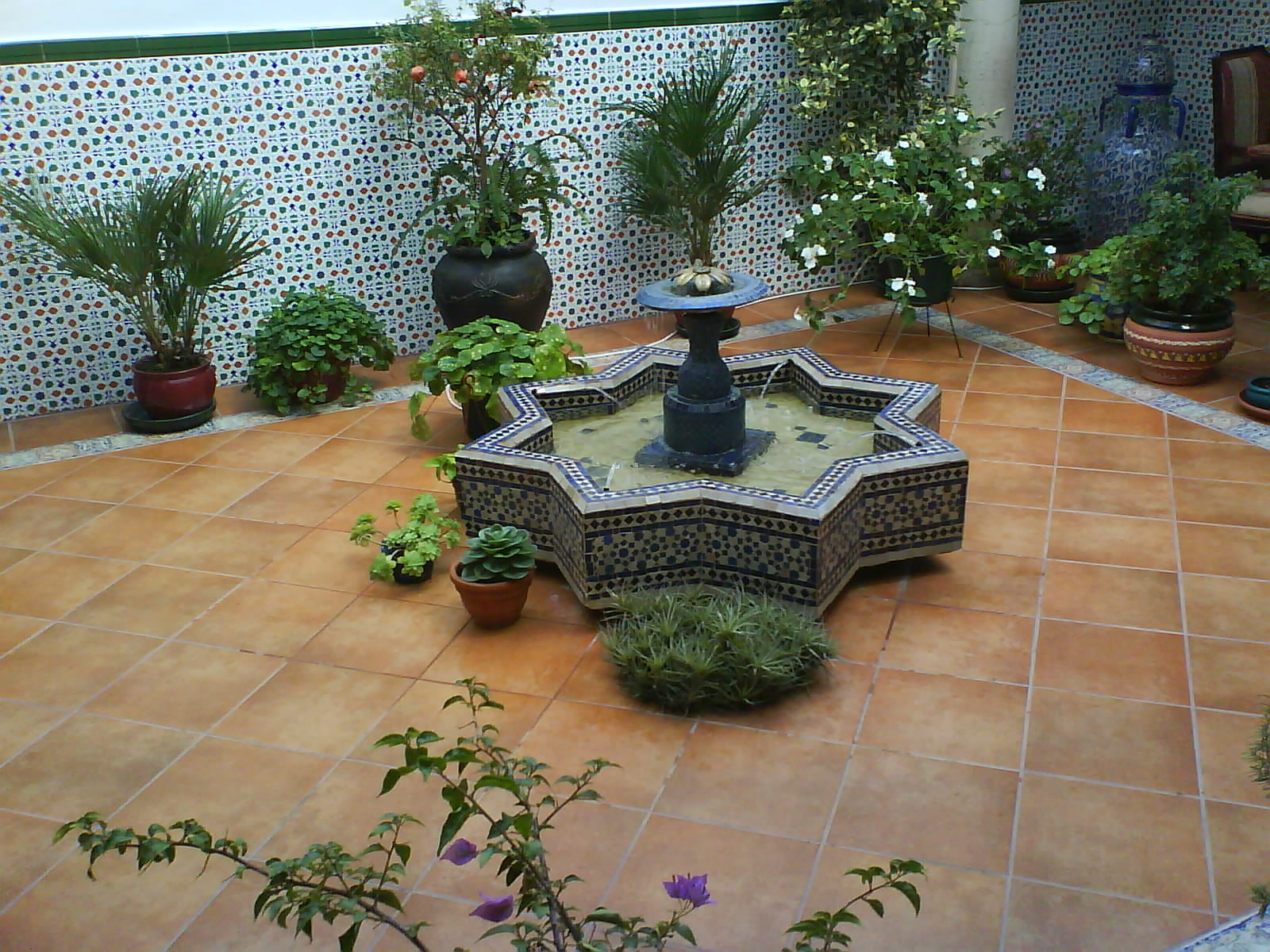
Асидонский патио, Коттедж Сидония
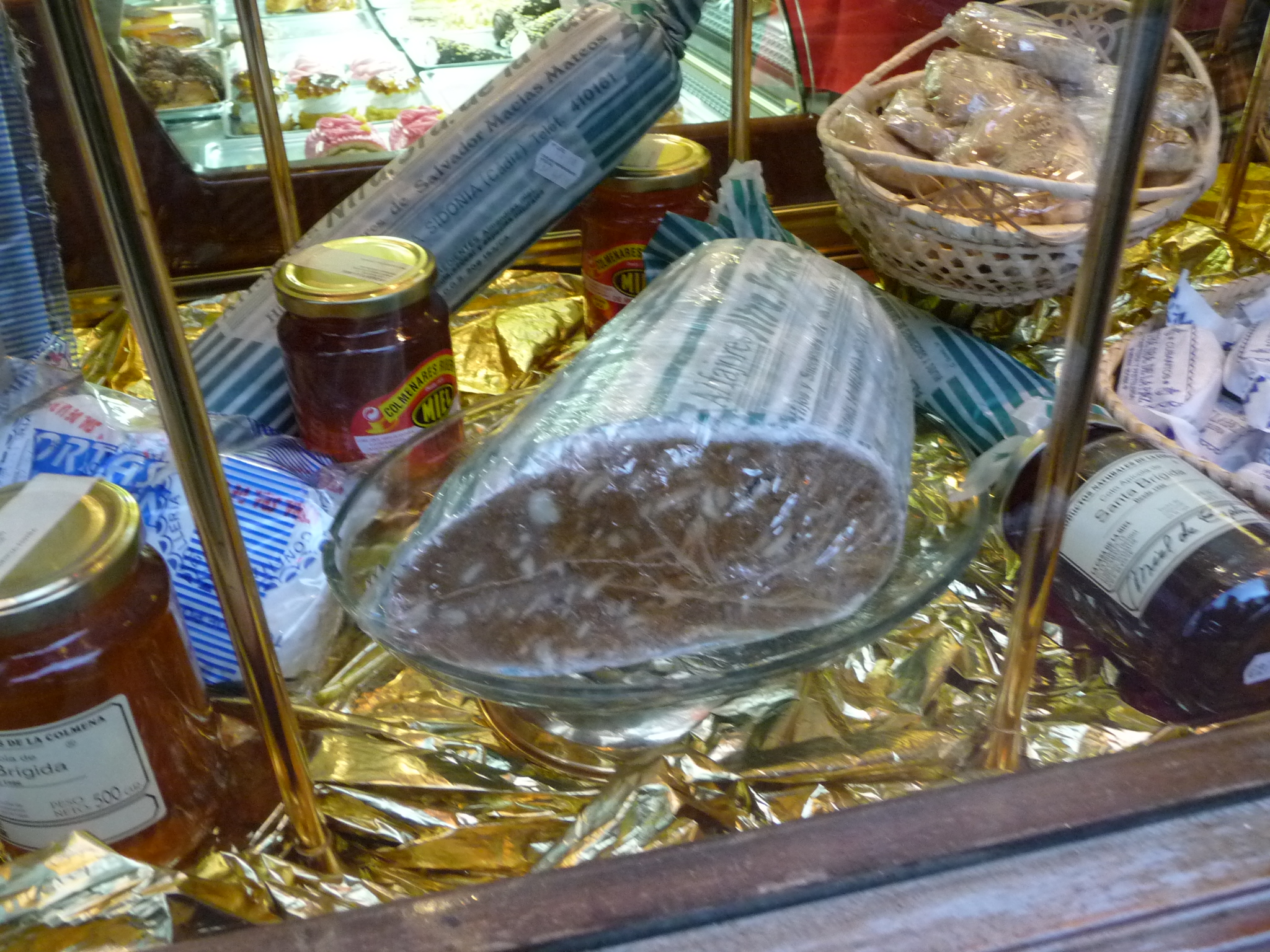
Большой Альфаджор, Андалузское рождественское печенье

## Население
| Год  | Численность | Численность   |
| ---- | ----------- | ------------- |
| 2001 | 10 775      | [ 2 ]         |
| 2002 | 10 770      | [ 3 ]         |
| 2003 | 10 811      | [ 4 ]         |
| 2004 | 10 802      | [ 5 ]         |
| 2005 | 10 962      | [ 6 ]         |
| 2006 | 11 166      | [ 7 ]         |
| 2007 | 11 320      | [ 8 ]         |
| 2008 | 11 514      | [ 9 ]         |
| 2009 | 11 683      | [ 10 ]        |
| 2010 | 11 741      | [ 11 ]        |
| 2011 | 11 823      | [ 12 ]        |
| 2012 | 11 863      | [ 13 ]        |
| 2013 | 11 781      | [ 14 ]        |
| 2014 | 11 794      | [ 15 ]        |
| 2015 | 11 749      | [ 16 ]        |
| 2016 | 11 756      | [ 17 ]        |
| 2017 | 11 741      | [ 18 ]        |
| 2018 | 11 658      | [ 19 ] [ 20 ] |
| 2019 | 11 708      | [ 21 ]        |
| 2020 | 11 773      | [ 22 ]        |
| 2021 | 11 813      | [ 23 ]        |
| 2022 | 11 739      | [ 24 ]        |
| 2023 | 11 738      | [ 25 ]        |
| 2024 | 11 764      | [ 1 ]         |